# جريدة الوسط (ليبيا)
جريدة الوسط (تشتهر باسم بوابة الوسط) هي صحيفة ليبية مستقلة تتبع لمؤسسة الوسط الإعلامية ولها مكاتب في كل من طرابلس وبنغازي والقاهرة. وتصدر الجريدة الورقية بنمطٍ أسبوعي؛ فيما تحدث محتواها على مدار الساعة عبر بوابتها الرقمية على الإنترنت.

## خلفية
في فبراير 2014 انطلقت بوابة الوسط في الذكرى الثالثة للحرب الأهلية الأولى على الإنترنت، حيث كتب بشير زعبية رئيس تحرير الصحيفة حينها أنهم يهدفون إلى أن تكون بوابة الوسط مصدرًا إخباريًا معتدلاً وموضوعيًا للقراء، وأن تكون حجر أساس مشروع نشر صحيفة رقمية بذات الاسم. كما أشار زعبية إلى أن اختيار اسم «الوسط» جاء لمدلوله المكاني في المفهوم المهني في أن تكون «دائمًا وسط الحدث». وتتولى الإدارة العامة للجريدة هدى الصويغ. وينوب رئيس التحرير حسن الأمين وعيسى عبد القيوم، كما يضم فريق العمل مدير التحرير عمر الكدي، ومدير الموقع عمر الحداد، إلى جانب عدد من الاستشاريين العرب من بينهم عبد الوهاب بدرخان ويوسف خازم وجلال عبد الله، وسكرتير التحرير مالك عوني.
في نوفمبر 2015، نشرت الوسط العدد الأول من نسختها الورقية الأسبوعية. فيما صرح رئيس تحرير الصحيفة بأن الإصدار الأسبوعي مؤقت، للظروف الاستثنائية التي تمر بها ليبيا وتأثيرها السلبي على عملية التوزيع اليومي المنتظم في مختلف أنحاء البلاد.

## عوائق النشر
في 11 فبراير 2015، أعلنت بوابة الوسط أن موقعها الإلكتروني قد حجب من قبل شركة ليبيا للإتصالات والتقنية المزود الرئيس لخدمة الإنترنت في ليبيا. وظل الموقع محجوبًا لأزيد من ثمانية أشهر. وقد أدانت كل من الاتحاد الأوروبي، واللجنة الوطنية لحقوق الإنسان الحجب الذي وقع على الصحيفة.
 فيما اعتبره رئيس مجلس إدارة مؤسسة الوسط الإعلامية، محمود شمام أنه أمر تعسفي ومسيس. في فبراير 2017، منعت السلطات الأمنية في شرق ليبيا توزيع النسخ الورقية من الصحيفة.